# フセイン・タヘル・アル＝サビー
フセイン・タヘル・アル＝サビー（フサイン・ターヒル・アッ＝サブウ）（アラビア語: حسين طاهر السبع、Hussein Taher Al-Sabee 、1979年11月13日 - ）はサウジアラビアの男子陸上競技選手。専門は走り幅跳び。東部州ダーラン出身。

## 自己ベスト
- 走幅跳 - 8m35  (2004年5月8日、モデスト)